# 加勒比海盗：鬼盗船魔咒
《加勒比海盗：黑珍珠号的诅咒》（英語：Pirates of the Caribbean: The Curse of the Black Pearl）是一部2003年的历险奇幻电影，根据迪士尼主题公园的同名景点制作，由戈尔·维宾斯基执导，杰瑞·布鲁克海默担任制片人。主要讲述了一位名叫威尔·特纳（Will Turner，奥兰多·布鲁姆飾）的年轻铁匠和海盗杰克·史派罗船长（约翰尼·德普饰）一起前去营救遭到绑架的伊丽莎白·斯旺（Elizabeth Swann，凯拉·奈特莉饰），绑架她的是由哈克特·巴博沙（Hector Barbossa）船长带领的“黑珍珠号”（臺譯：鬼盜船）海盗船成员，而史派罗之前正是该船的船长。
杰·沃尔伯特于2001年根据主题公园景点开发了一个剧本，斯图尔特·贝亚蒂耶于2002年初予以改写。制片人杰瑞·布鲁克海默加入了这个项目，请来特里·鲁西奥和泰德·艾略特对剧本进行进一步改写，在故事线索中增加了超自然诅咒的内容。影片于2002年10月至2003年3月在圣文森特和格林纳丁斯等地进行拍摄，许多外景都是在洛杉矶周边地区建成。电影的全球首映式于2003年6月28日在美国加利福尼亚州阿纳海姆的迪士尼樂園度假區举行。由于商业上获得了很大的成功，电影发展成为加勒比海盗系列电影的开山之作，首部续集《加勒比海盗2：聚魂棺》于2006年上映，第二部续集《加勒比海盗3：世界的尽头》则于2007年上映。2011年，电影的第3部续集《加勒比海盗4：惊涛怪浪》也予以上映。
影片获得了影评人的好评，商业上更有着出人意料的成功，全球票房超过6.54亿美元。约翰尼·德普扮演的杰克·斯派罗获得了普遍赞誉，为他赢得了美国演员工会奖最佳男主角奖，并提名奥斯卡最佳男主角奖、英国电影学院奖最佳男主角奖以及金球獎最佳音樂及喜劇類電影男主角。此外，《加勒比海盗：黑珍珠号的诅咒》还获得了奥斯卡金像奖的其他4项提名，并在英国电影学院奖上有所斩获。

## 剧情
威瑟比·斯旺（Weatherby Swann）总督，他12岁的女儿伊丽莎白·斯旺以及詹姆斯·诺林顿中尉一行人乘船前往牙买加的皇家港，他们在海上遇到了一艘破损严重且正在燃烧的船，船上仅有的幸存者是个名叫威尔·特纳的小男孩，而且已经失去了知觉。伊丽莎白发现威尔脖子上戴有一枚金币，于是将之藏了起来，担心大人们要是发现了会把威尔当海盗杀死。这个时候，船上的众人隐约感觉到那艘幽灵般臭名昭著的海盗船“黑珍珠号”正在驶离出事船只的残骸。
8年后，诺林顿获提升为海军准将，随即向伊丽莎白求婚。然而伊丽莎白还没来得及回答，就被拉得过紧的束腹束缚得喘不过气而晕了过去，她从海港堡垒的岸边跌落水中，脖子上的那个海盗金币项链进入水中后向“黑珍珠号”发出了信号。
与此同时，杰克·史派罗海盗船长到达皇家港来偷一艘船。机缘巧合之下他看到伊丽莎白落水并救了她的性命，但诺林顿认出他是个海盗并下令将之逮捕。杰克逃脱后藏身于威尔·特纳担任学徒的一个铁匠铺中，两人经过一阵较量后杰克被击倒晕了过去，随即被关进监狱等待次日的绞刑。当晚，受到金币召唤的“黑珍珠号”突袭了皇家港，伊丽莎白为海盗擒获，急中生智的她提出与敌人的首领谈判。然后她向哈克特·巴博沙船长谎称自己的姓氏是特纳，因为她相信如果对方得知自己的真名，就会知道她会是一名很重要的人质。伊丽莎白同意交出金币，以此要求海盗船停止对皇家港的攻击。巴博沙停止了炮轰，但还是将伊丽莎白囚禁起来，因为他相信之后还会有别的用处。
深爱着伊丽莎白的威尔建议和杰克·史派罗作交易，以放他自由为代价，引领英國皇家海軍追击“黑珍珠号”，救回伊丽莎白，但诺林顿拒绝了这一提议。威尔到狱中试图说服杰克帮助自己营救伊丽莎白，并承诺对方重获自由，杰克得知威尔的姓是特纳后同意了对方的提议，相信自己可以利用威尔来重掌“黑珍珠号”。两人脱狱后在托尔图加岛上征召了一组海员，并在杰克老朋友约夏米·吉布斯（Joshamee Gibbs）的帮助下前往众海盗将会停靠的一个小岛。
威尔得知杰克曾是“黑珍珠号”的船长，船员们找到了传说中的金币后大副哈克特·巴博沙叛变，夺取了对船的控制权并将杰克放逐到一个岛上。在海盗法典的规定下，巴博沙留给杰克一支手枪和一颗子弹，让他用来自杀，杰克于3天后逃离了小岛，并把手枪和子弹保留了10年，打算用来向巴博沙报仇。众海盗们之后开始用金币来享乐，但却发现这笔财宝受到了诅咒，他们都变成了永生不死的骷髅，但只有在月光下才会现出骷髅原型。如果他们还回了所有的金币，这个诅咒也会相应解除，海盗们才能恢复正常。杰克唯一的支持者威廉·“皮靴比尔”·特纳（William "Bootstrap Bill" Turner）认为应该让这些海盗永生受到诅咒，于是将一枚金币交给了儿子威尔·特纳。愤怒的巴博沙把“皮靴比尔”绑在一门大炮上扔进海中，但之后却发现需要有他的血才能打破诅咒。
到了岛上，相信伊丽莎白就是“皮靴比尔”孩子的巴博沙割伤了她，并把血涂在最后一枚金币上投入一箱金币中，但诅咒并未打破。另一边，威尔和杰克来到岛上，威尔担心后者会背叛自己于是将其打晕，然后他救出伊丽莎白乘船逃离，把杰克留了下来。杰克和巴博沙谈判，提出用威尔交换“黑珍珠号”，巴博沙拒绝了这个提议并开始追捕威尔和伊丽莎白。他们击沉了两人乘坐的船只并抓住了船员，威尔这时揭露自己才是“皮靴比尔”的儿子，命令巴博沙等人放走伊丽莎白，否则他会自杀并掉下海中，让海盗们永远受诅咒。巴博沙接受了条件，但却把伊丽莎白和杰克都流放到10年前流放杰克的那个荒岛上。威尔被带回之前的岛上，海盗们准备在那里杀死他来打破诅咒。
伊丽莎白在岛上烧起了大火，诺林顿带领的船只发现了火焰并来到岛上。伊丽莎白说服诺林顿前去营救威尔，承诺事成之后嫁给他。在杰克的建议下，诺林顿把伊丽莎白锁进自己的房间来保证其安全。来到海盗的岛上后，诺林顿等人设下埋伏，而杰克前去说服巴博沙先不要杀死威尔，因为诺林顿已带海军来攻，海盗们需要有不死之身才能与之抗衡。巴博沙派海盗从水下偷袭诺林顿的旗舰“无畏号”，而伊丽莎白设法逃出了船仓潜入“黑珍珠号”，放出了忠于杰克的船员，船员们驾船离开了，而伊丽莎白继续孤身潜入岛上试图营救威尔。杰克和巴博沙展开决斗，眼见不敌被杀，但大家发现原来他也像众海盗一样受到诅咒而拥有不死之身，原来他先前趁众人不备故意偷了一个金币，来防止自己被杀。
诺林顿发现自己的旗舰正受海盗攻击，命令所有海军返回船上进行反击。当巴博沙试图杀死伊丽莎白时，杰克用十年前的那支枪打中了对方，威尔则把沾有自己和杰克血迹的最后两枚金币投入宝箱，恢复了人身的巴博沙也因此倒下死亡，“无畏号”上的海盗们也投降了。然而，诺林顿却把杰克抓了起来，准备将其公开吊死。
回到皇家港，威尔试图营救杰克，但反遭逮捕。杰克设法逃脱，跳入水中朝不远处的“黑珍珠号”游去。斯旺总督豁免了威尔，并同意他迎娶伊丽莎白。船员把杰克迎上船，并尊他为船长。最后，杰克开始唱起《我的海盗生涯》（A Pirate's Life for Me）。

## 演员
- 约翰尼·德普 飾演 杰克·史派罗船长。这个角色原是为休·杰克曼所创作，但由于这位澳大利亚男演员在其他国家的知名度欠佳，所以迪士尼选择了更有名的德普来扮演斯派罗[3]。德普为剧本中离奇的故事所吸引：“黑珍珠号”的船员们对宝藏并不感兴趣，而是想要将其送回来解除自己身上的诅咒，并且也会上演传统的叛变戏码[4]。据制片人布鲁克海默所说，斯派罗起初最像是“年轻时的伯特·蘭卡斯特，就是个臭屁的海盗。”而在第一次试演剧本时，德普以一种古怪的方式扮演了这个角色，剧组成员和其他演员对此都吃了一惊[5]。通过对18世纪的海盗进行研究后，德普将其与现代摇滚歌星相比较，决定以凯斯·理查德兹为蓝本来进行表演[6]，后者将在《加勒比海盗3：世界的尽头》中扮演杰克的父亲。虽然维宾斯基和布鲁克海默都对德普有信心[4]，但迪士尼的高层让德普的表演给搞糊涂了，问他这个角色到底是喝醉了还是个同性恋。首席执行官迈克尔·埃斯纳甚至在观看样片时宣称“他会毁了这部电影！”[5]对此德普回道：“听着，这就是我的选择，你知道我的能力。如果你选择相信我，就要给我这个权力。”[6]
- 杰弗里·拉什 飾演 哈克特·巴博沙船长。黑珍珠號的現任船長，十年前曾盜取一批被詛咒的金幣並謀反推翻傑克。维宾斯基请杰弗里·拉什来出演哈克特·巴博沙船长，因为他认为拉什不会试图将这一角色复杂化，而是给予其一种简单又邪恶的演绎，这正是影片的基调所在[4]；
- 奥兰多·布鲁姆 飾演 威爾·杜納。鐵匠學徒，海盜「皮靴比爾」之子，暗戀著伊丽莎白。布鲁姆在拉什之后看到了影片的剧本，当时他正参与电影《凯利党》的拍摄工作[7]；
- 凯拉·奈特莉 飾演 伊丽莎白·斯旺。皇家港總督的女兒，自幼便迷戀海盜，以及暗戀著威爾。伊麗莎白在皇家港受襲時因自稱「杜納」而被當成「皮靴比爾」的後代。奈特莉给了导演一个惊喜，因为他之前并没看过奈特莉主演的《我爱贝克汉姆》，但对她试镜的精彩表现留下了深刻的印象[4]；
- 傑克·達文波特 飾演 詹姆斯·诺林顿（英语：James Norrington）。討厭海盜的英國皇家海軍准将，已和伊丽莎白訂婚。諾林頓一角原定為只在本集登場的小角色，但因達文波特的表現廣受觀眾好評，令畢咸瑪在續集加入更多諾林頓的戲份[8]；
- 凯文·麦克纳利（英语：Kevin R. McNally） 飾演 约夏米·吉布斯，曾是皇家海军的水手，是杰克·斯派罗手下忠诚但又非常迷信的大副；
- 佐伊·索尔达娜 飾演 安娜玛丽亚（Anamaria），受聘於威爾和約夏米的女海盗，希望可以找到偷了她船的杰克·斯派罗算帐；
- 尊尼芬·帕斯 飾演 威瑟比·斯旺总督（Governor Weatherby Swann）。皇家港總督，伊丽莎白的父親。这个角色原本是安排由英国演员汤姆·威尔金森出演的[9]，但最终改为由德普崇拜的偶像帕斯来扮演[4]；
- 大卫·贝利（英语：David Bailie） 飾演 哥顿（Cotton），曾在“黑珍珠号”海盗船上为杰克·斯派罗当差，因舌头被切而成了哑巴，对斯派罗忠心耿耿，拥有一只鹦鹉来替自己说话；
  - 克里斯托弗·S·卡普（Christopher S. Capp）为哥顿的鹦鹉配音，这是一只蓝黄相间的金刚鹦鹉，哥顿不知用的什么方法训练它来替自己说话；
- 李·阿伦伯格（英语：Lee Arenberg） 飾演 平泰尔（Pintel），麦肯锡·克鲁克（英语：Mackenzie Crook）饰拉格蒂（Ragetti），两人都是在“黑珍珠号”的海盗，属于滑头又有些古怪的人物。在片尾扮作女人转移目标的注意力，让其他海盗可以潜入“无畏号”发起突袭；
- 小伊薩克·C·辛格頓（英语：Isaac C. Singleton Jr.） 飾演 保辛（Bo'sun）。黑珍珠號的水手長，巴博沙的副手[10]。

此外，马丁·科勒巴飾演马蒂（Marty），生活在托尔图加岛的一个侏儒海盗，受杰克和威尔聘请前往营救伊丽莎白；格雷格·埃利斯和达米恩·奥哈尔飾演西奥多·格罗弗斯中尉（Lieutenant Theodore Groves）和吉力特中尉（Lieutenant Gillette），诺林顿准将的兩名副官；其中格羅弗斯曾向诺林顿准将描述斯派罗称“那肯定是我所见过最厉害的海盗”。吉尔斯·纽（Giles New）和安加斯·巴内特分別飾演慕托格（Murtogg）和慕尔罗伊（Mullroy），两人都是诺林顿准将的手下，严守命令但又很愚蠢的英國皇家海軍陸戰隊成员。

## 制作

### 发展
1990年代初，剧作家特里·鲁西奥和泰德·艾略特开始设想根据迪士尼乐园的加勒比海盗景点撰写一部包含超自然元素的海盗题材电影剧本。迪士尼于2001年请来杰·沃尔伯特根据景点编写了一个剧本，其中的故事是由布里格姆·泰勒（Brigham Taylor）、迈克尔·海恩斯（Michael Haynes）和乔什·哈蒙（Josh Harmon）共同创作的，故事中的威尔·特纳是一位狱卒，他释放了杰克·斯派罗前去营救伊丽莎白·斯旺，后者被布莱克哈特（Blackheart，意译为“黑心”）船长绑架并索取赎金。迪士尼对这部电影是要通过电影院放映还是录影带首映有些拿不定主意，并且有意请马修·麦康纳扮演斯派罗一角，因为这位男演员外形上和伯特·蘭卡斯特颇有几分相似，并且也启发了剧本中对该角色的解读。如果选择以录像带发行，那么克里斯多福·沃肯或卡利·艾域士将成为其头号人选。2002年3月，对海盗很有了解的斯图尔特·贝亚蒂耶获聘改写电影的剧本。
迪克·库克请来了制片人杰瑞·布鲁克海默，后者拒绝了完成的剧本，认为这就是“一部平凡的海盗电影”。2002年3月下旬，他请来了鲁西奥和艾略特，两位编剧则因受到加勒比海盗主题公园开幕解说的启发建议在片中增加超自然诅咒的内容。2002年5月，戈尔·维宾斯基签订了执导影片的合约。他对通过现代技术手段来复兴一种已经消失多年的电影类型非常感兴趣，这也让他想起了自己童年时对加勒比海盗景点的记忆，认为拍摄这部电影将是对那“吓人又好笑”基调致敬的好机会。
虽然库克强烈支持把迪士尼加勒比海盗景点改编成电影，但2002年动画长片《草地英熊》商业上的惨败还是令迈克尔·埃斯纳打算取消《加勒比海盗》的拍摄。但维宾斯基交待手下的概念艺术家继续工作，并在埃斯纳前来参观时向其展示已有的成果，后者对之感到惊讶，最后接受了让影片继续拍摄。在他出版的《迪士尼战争》（DisneyWar）一书中，埃斯纳回忆自己当年曾问道：“为什么这片要花这么多钱？”布鲁克海默回答：“你的竞争对手花的可是1.5个亿。”这指的是《魔戒電影三部曲》和《黑客帝国系列》。埃斯纳同意了，不过他也要求电影中去除一些可能会对主题公园景点的生意带来不利影响的内容。比如斯派罗和特纳通过瀑布进入一个洞穴的镜头。

#### 争议
虽然从未经官方证实，但有强烈的证据表明加勒比海盗系列电影在一定程度上是根据《猴島小英雄》系列电子游戏进行改编的，或至少可以认为都受到了其影响。四部电影的编剧之一泰德·艾略特据称是史蒂文·斯皮尔伯格制作的根据《猴島小英雄》中同名作品改编动画电影《猴岛的诅咒》（The Curse of Monkey Island）的编剧，不过该片的拍摄计划在正式宣布前就取消了，而这正是《加勒比海盗：黑珍珠号的诅咒》上映3年前。传闻还指出影片取消前原定是由工业光魔公司制作的。
《猴島小英雄》系列游戏的主创人羅恩·吉伯特以半开玩笑的意味挖苦了加勒比海盗系列电影与《猴島小英雄》的相似之处，他还表示蒂姆·鲍沃斯的小说《惊涛怪浪》也正是他开发出这一系列游戏的灵感来源，而《加勒比海盗4：惊涛怪浪》也是根据这部小说改编的。

### 拍摄和设计
戈尔·维宾斯基不希望电影在风格上彻底地浪漫主义化：他希望制造出一种歷史奇幻感。大部分演员都戴有隐形眼鏡和假股，德普戴有隐形的太陽眼鏡，拉什和李·阿伦伯格带有钝化处理的隐形眼镜，给角色一种阴险毒辣的感觉。麦肯锡·克鲁克戴了两层隐形眼镜，来让其角色的眼睛看起来更呆板无神，并且这两层眼镜还准备有一软一硬两个版本来满足不同的需要。此外，海盗们满口的烂牙和看起来患有坏血病的皮肤效果是通过染色达成的，德普嵌了一颗金牙，因为在电影拍摄完成后他忘了取下来。德普在片中使用的是一支真正于1760年在伦敦制作的手枪，这支枪是剧组从康乃狄克州的一位交易商手中买下来的。剧组花了5个月的时间建造巴博沙与“黑珍珠号”船员试图打破诅咒的洞穴，他们灌了5英尺深的水，放置了882枚阿兹特克金币，还在一些保丽龙做成的“石头”上涂上金色的漆，来显得这里有大量的财宝。剧组还在加利福尼亚州洛杉矶县搭建了皇家港的堡垒外景，斯旺总督的宫殿则是搭在曼哈顿海滩上。2002年9月发生了一场火灾，造成了价值52.5万美元的损失，幸运的是没有人因此受伤。

用来拍摄“无畏号”的驳船

主创人员选择了圣文森特岛作为主要的拍摄地点，因为他们能找到的海滩中以这里最为宁静，剧组在此建了3个码头，并搭建了一个用来拍摄皇家港和托尔图加岛的外景。电影拍摄中最重要的是三艘大船，“黑珍珠号”、“无畏号”以及威尔从海盗的岛上救出伊丽莎白后所乘坐的“拦截号”。为了节省资金，这些船都建在码头中，“黑珍珠号”和“拦截号”的海战一共只花了6天时间在公海上拍摄。“无畏号”和“黑珍珠号”都是建在驳船上，再用電腦繪圖完成其架构。其中“黑珍珠号”上还装有控制雾和照明的设备。“拦截号”是一艘经过重新装置的淑女华盛顿号，是该帆船的一艘全尺寸复制品，于2002年12月2日从华盛顿州的阿伯丁出发，远航40天后，于2003年1月12日到达拍摄地点。此外为了拍摄片中的风暴镜头还制作了一个微缩模型。
电影于2002年10月9日开拍，2003年3月完成。这快速的摄制过程中一共发生了两起事故：杰克·斯派罗偷取“拦截号”时，三条绑在“无畏号”上的绳索起初并未断掉，之后断掉时，又有碎片打中了德普的膝盖，虽然他没有受伤，但在电影中看来他就像是一只笨拙的鸭子。而另一起更好笑的事故则是斯派罗本应开到皇家港的那艘小船沉没了。10月，剧组在洛杉矶县进行拍摄，12月又转战圣文森特和格林纳丁斯，1月又回到了洛杉矶拍摄海盗洞穴的场景。鲁西奥和艾略特在片场时经常对剧本进行改动，增加了吉布斯告诉威尔据说斯派罗是如何从一个岛上逃生的情节，并且在高潮戏码的大战中加入了威瑟比·斯旺总督的情节。
由于电影的拍摄周期时间较紧，工业光魔公司立即开始了视觉特效镜头的制作。虽然片中海盗在月光下显出骨骼原型的镜头时间不长，但工作人员知道用计算机绘制出的人物需要包括有演员的动作和特点，否则其可信度就将大打折扣。每一个这样的镜头都拍摄了两次，一个是由演员演出的，另一个则没有演员，用电脑加上相应的骨架，维宾斯基以手持摄影机拍摄战斗场面的决定增加了电影的美学复杂性。众演员还需要在动作捕捉舞台上重新表演一遍。由于这些镜头一直到电影上映4个月前才全部完成，维宾斯基每天花了18个小时进行剪辑，同时还要花时间处理600个特效镜头，其中250个只是要将镜头中的现代帆船移除。

### 音乐
戈尔·维宾斯基与克劳斯·巴德尔特和漢斯·季默一起创作了本片的配乐，他们联合了15位作曲家一起以期快速地完成所有曲段的谱写。曾与维宾斯基在《捕鼠记》和《墨西哥人》中合作过的亚伦·史维斯查是导演原本的作曲人选，但制片人布鲁克海默决定把这项差使交给经常与他合作的季默，史维斯查因此没有录制任何曲段就离开了这个项目。电影的配乐原声带于2003年7月22日发行，其中包含有15首曲目，全长43分30秒。
曲目列表：
1. 2:16
2. 1:52
3. 2:16
4. 2:08
5. 3:15
6. 1:58
7. 4:06
8. 3:32
9. 2:08
10. 3:30
11. 3:23
12. 2:38
13. 4:12
14. 4:46
15. 1:30

## 迴响

### 票房
《加勒比海盗：黑珍珠号的诅咒》在商业上大获成功。然而许多记者之前都认为影片将遭遇惨败。因为海盗题材的电影已经多年没有焕发过生机，1995年同样基于一个主题公园景点制作的《割喉岛》就是个典型的失败之作。约翰尼·德普之前出演的大部分都是邪典电影，鲜少在大制作影片中担任主角。
迪士尼影业也冒险让本片成为该公司第一部被评级为PG-13的电影，公司一位高层领导表示自己觉得该片对她5岁大的孩子来说太激烈了。不过，公司还是对影片很有信心，并在原本的片名《加勒比海盗》后面增加了副标题《黑珍珠号的诅咒》，以便将来再拍摄续集，并吸引年纪上大一些的孩子们观看。维宾斯基对这个新片名不以为然，因为受到诅咒的实际上是那些金币，而不是“黑珍珠号”本身，所以他要求在电影海报上加以处理，让增加的片名部分不那么明显。他们的信心获得了回报，《加勒比海盗：黑珍珠号的诅咒》上映首周就以4663万零690美元的成绩登上票房榜冠军的位置，最终在美国的收入达到3亿零541万3918美元，其他国家3亿4885万零97美元，合计6亿5426万4015美元，这个成绩可以在2003年的所有电影中排到第4位。
电影在北美以外国家上映时连续占据了票房榜冠军位置7个星期，追平了当时《黑超特警組2》所创下的纪录。截止2013年8月，只有3部电影打败过这一纪录，分别是本片的续集《加勒比海盗2：聚魂棺》（连续9周冠军，共计10周冠军），《阿凡达》（连续11周冠军）和《蓝精灵》（连续8周冠军）。截至2019年7月，電影还可以在美國本土电影票房总榜上排到第79位，同時也位居世界電影票房總榜上的第130位。

### 专业评价
电影获得了较为正面的评价。根据烂番茄上收集的220篇专业评论文章，其中有162篇给出了“新鲜”的正面评价，“新鲜度”为80%，平均评为7.1（满分为10）。而在Metacritic收集的40篇评论文章中，有25篇给出好评，3篇差评，12篇褒贬不一，加權平均數为63（最高100）。《帝國雜誌》的阿兰·莫里森（Alan Morrison）称这是“今年最好的暑期大片”，赞叹了片中所有的滑稽表演，只是对其中一些虚张声势的桥段感到有点失望。《芝加哥太阳报》的罗杰·埃伯特称赞了德普和拉什的表演：“可以说（德普的）表演在每一处都带有原创性。在其他任何一部电影中都从来没有一个海盗或任何一个人像他这样……他的行为表现出了一辈子的修行”。不过他也觉得电影有些太长了，肯尼斯·图兰（Kenneth Turan）也有类似的批评，他对电影作出的评价偏于负面，认为影片花了太多时间来介绍太多的海盗配角和太过臃肿的冒险团队，而且也不像大家预想的那么有娱乐性，不过他同样对德普的表现感到满意。

### 荣誉
约翰尼·德普因在本片中扮演杰克·斯派罗一角而获得了多个奖项，其中包括第10项美国演员工会奖杰出男主角奖、2004年MTV电影奖最佳男演员奖和第9届帝国奖最佳男演员奖。他还获得了第61届金球奖最佳音樂及喜劇類電影男主角奖提名、第57届英国电影学院奖最佳男演员奖提名以及第76届奥斯卡金像奖男主角奖提名。《加勒比海盗：黑珍珠号的诅咒》还获得了化妆、音效剪辑、视觉效果、混音4项奥斯卡金像奖提名。此外，影片还赢得了英国电影学院奖最佳化妆/发型奖，土星獎最佳服装奖，金卷轴奖最佳音效剪辑以及人民选择奖最受欢迎电影。2007年，美国影艺协会评选AFI百年电影史百大经典电影（十周年版），本片获得了提名；2008年，美国影艺协会评选AFI十大类型十大佳片，本片获得奇幻类电影的提名。

## 家用媒体
电影上映5个月后于2003年12月2日发行了數碼多功能影音光碟和VHS录像带，首周就卖出1100万份，创下了真人电影家用媒体销售的新纪录。截止2004年1月，其DVD销售额已经达到2.353亿美元。DVD为双碟装，其中有三条评论音轨，解说者包括约翰尼·德普和戈尔·维宾斯基，杰瑞·布鲁克海默、凯拉·奈特莉和杰克·达文波特，以及电影的一众编剧。还包括多个删除镜头和纪录片，以及1968年有关同名主题公园景点的电视节目。2004年11月还发行了一个三碟装的特别版本。
2005年4月19日，电影发布了PSP，再于2007年5月22日发行了高清晰度的藍光光碟版本。此外，《加勒比海盗：黑珍珠号的诅咒》也是第一部在iTunes音乐商店销售的电影。

## 外部連結
- 官方网站
- 互联网电影数据库（IMDb）上《加勒比海盗：鬼盗船魔咒》的资料（英文）
- AllMovie上《加勒比海盗：鬼盗船魔咒》的资料（英文）
- 爛番茄上《加勒比海盗：鬼盗船魔咒》的資料（英文）
- Metacritic上《加勒比海盗：鬼盗船魔咒》的資料（英文）
- Box Office Mojo上《加勒比海盗：鬼盗船魔咒》的資料（英文）
- 豆瓣电影上《加勒比海盗：鬼盗船魔咒》的資料 （简体中文）
- 開眼電影網上《加勒比海盗：鬼盗船魔咒》的資料（繁體中文）
- 时光网上《加勒比海盗：鬼盗船魔咒》的資料（简体中文）